# Yukinko
El Yukinko (雪ん子, "Niño de Nieve") es un yōkai de la mitología japonesa que según el folclore sería el hijo de una Yuki-onna. Su apariencia es la de un niño vestido con un minoboushi, un traje de invierno japonés tradicional usado desde hace mucho tiempo por muchas personas en las zonas nevadas de Japón que consiste en una capa de nieve cónico de paja.

## En la Cultura Popular
- En la franquicia Pokémon, Snorunt y su evolución Froslass están basados en un yukinko y un yuki-onna respectivamente.
- En el anime Nube El Maestro del Infierno (episodio 26), Yukime tiene un yukinko llamado Yukibe, creado a partir de la acumulación de su poder y con rasgos también de Nube.

- Datos: Q11955506